# Bluenose Classic
Le tournoi Bluenose Classic est un tournoi de squash qui se déroule à Halifax. Il fait partie du PSA World Tour. Le tournoi se joue depuis 2006 et s'interrompt en 2015.

## Palmarès
| Année | Champion               | Finaliste              | Score en finale                 |
| ----- | ---------------------- | ---------------------- | ------------------------------- |
| 2015  | Ryan Cuskelly          | Karim Abdel Gawad      | 16-14, 11-8, 11-6,              |
| 2014  | Peter Barker           | Miguel Ángel Rodríguez | 11-6, 11-7, 11-8                |
| 2013  | Miguel Ángel Rodríguez | Daryl Selby            | 4-11, 11-2, 11-2, 11-6          |
| 2012  | Thierry Lincou         | Daryl Selby            | 9-11, 11-8, 9-11, 11-5, 11-4,   |
| 2011  | Mohd Azlan Iskandar    | Hisham Mohd Ashour     | 11-8, 8-11, 11-9, 11-7,         |
| 2010  | Thierry Lincou         | Daryl Selby            | 11-2, 10-12, 11-8, 12-10        |
| 2009  | David Palmer           | Peter Barker           | 11-5, 11-5, 11-7                |
| 2008  | Laurens Jan Anjema     | Borja Golán            | 8-11, 12-10, 11-5, 4-11, 13-11, |
| 2007  | Shahier Razik          | Borja Golán            | 5-11, 11-9, 8-11, 11-5, 11-6    |
| 2006  | Shawn Delierre         | Bernardo Samper        | 12-10, 13-11, 3-11, 15-13       |